# Liste markanter und alter Baumexemplare in Thüringen
Markante und alte Bäume in Thüringen haben meist ein Alter zwischen 300 und 600 Jahren. Viele Dörfer haben sogenannte tausendjährige Eichen oder Linden, die bei näherer Untersuchung diesen Anspruch meist nicht erfüllen. Die Altersdaten beruhen meist auf Schätzung oder Überlieferung, nur wenige einzelne Bäume sind anhand von Quellen oder Kernbohrung verlässlich altersbestimmt (siehe auch Altersbestimmung von Bäumen). Darüber hinaus existieren einige Bäume, die schon deshalb besonders interessant sind, weil sie das älteste bekannt gewordene Exemplar einer Art oder das größte jemals bekannt gewordene Exemplar darstellen.
Siehe auch Kategorie Einzelbaum in Thüringen.
| Bild                                       | Name                                  | Gattung/Art                  | Stamm- umfang                            | Höhe (m)                | ungefähres Alter (Jahre) | Ort                                                | Landkreis               | Besonderheiten |
| ------------------------------------------ | ------------------------------------- | ---------------------------- | ---------------------------------------- | ----------------------- | ------------------------ | -------------------------------------------------- | ----------------------- | --- |
| weitere Bilder                             | Betteleiche                           | Stieleiche                   | 5,6 m                                    |                         | 600–800                  | am Ihlefeld im Hainich Lage                        | Unstrut-Hainich-Kreis   | Wahrzeichen des Nationalparks Hainich                                                                                           |
| weitere Bilder                             | Dicke Eiche Berteroda                 | Eiche                        | 10,06 m                                  |                         | 1000                     | Berteroda Stadt Eisenach Lage                      | Wartburgkreis           | Gerichtslinde früheres Wahrzeichen Berterodas                                                                                   |
| weitere Bilder                             | Dicke Lärche                          | Lärche                       | 4,76 m (BHU)                             | 48 m                    | 200–250                  | beim Nüßleshof–(Heßles) Gemeinde Fambach Lage      | Schmalkalden-Meiningen  | eine der dicksten und höchsten Lärchen Deutschlands; seit Juni 2024 Nationalerbe-Baum                                           |
| weitere Bilder                             | Flehmüllers Eiche                     | Eiche                        | 6,65 m                                   |                         | 600–900                  | Krimderode Stadt Nordhausen Lage                   | Nordhausen              | eines der ältesten Naturdenkmale im Südharz                                                                                     |
| weitere Bilder                             | Grabeiche in Nöbdenitz                | Eiche                        | 11 m                                     |                         | 600–1000                 | Nöbdenitz Lage                                     | Altenburger Land        | Grabstätte im hohlen Stamm |
| weitere Bilder                             | Kalte Eiche                           | Stieleiche                   | 6,20 m                                   |                         | 450                      | Ernsee Stadt Gera Lage                             | Gera (kreisfreie Stadt) | Naturdenkmal seit 1942 |
| weitere Bilder                             | Königseiche                           | Stieleiche                   | 9,70 m                                   |                         | 900                      | Volkenroda Gemeinde Körner Lage                    | Unstrut-Hainich-Kreis   | |
| weitere Bilder                             | † Lutherbuche Altenstein              | Buche                        |                                          |                         |                          | Lutherdenkmal Steinbach Stadt Bad Liebenstein Lage | Wartburgkreis           | bei einem Sturm am 18. Juli 1841 bis auf einen Ast abgebrochen, inzwischen Neupflanzung                                         |
| weitere Bilder                             | Mallinden                             | 1 Sommerlinde 2 Winterlinden | 9,90 m 5,17 m 3,52 m                     |                         | 400–500 200              | bei Oberdorla, Gemeinde Vogtei Lage                | Unstrut-Hainich-Kreis   | Gerichtsplatz bilden eine gemeinsame Krone                                                                                      |
| Mammutbäume im Mühlhäuser Stadtwald (2003) | Mammutbäume im Mühlhäuser Stadtwald   | Mammutbaum                   | 4,12 m (größtes Exemplar der Baumgruppe) | 43 m                    | 141 gepflanzt 1884       | im Stadtwald von Mühlhausen Lage                   | Unstrut-Hainich-Kreis   | |
| Schwedeneiche (2012)                       | Schwedeneiche                         | Stieleiche                   | 7,20 m                                   | 24 m                    | 350–600                  | Weida Lage                                         | Greiz                   | Gedenkbaum zum Dreißigjährigen Krieg                                                                                            |
| weitere Bilder                             | Stadteiche                            | Stieleiche                   | 6,6 m                                    |                         | 450                      | Berga/Elster Lage                                  | Greiz                   | Zur Verkehrssicherung erfolgte 2012 ein Kronenschnitt.                                                                          |
| 1000-jährige Linde (2008)                  | 1000-jährige Linde Grenzlinde Bairoda | Sommerlinde                  | 5,50 m                                   |                         | 700–1100                 | Bairoda Stadt Bad Liebenstein Lage                 | Wartburgkreis           | Alter nach neueren Schätzungen; die Linde wurde allerdings schon im Jahr 913 bei einer Grenzbeschreibung als Grenzlinde erwähnt |
| weitere Bilder                             | Thomas-Müntzer-Linde                  | Sommerlinde                  | 8 m                                      | 25 m                    | 600                      | Burg Scharfenstein bei Beuren Lage                 | Eichsfeld               | Naturdenkmal mit Infotafel vor dem Eingang zur Burg.                                                                            |
| Zwillingslinden (2008)                     | Zwillingslinden                       | Linde                        | 4,88 m BHU (die Größere)                 |                         | 200                      | Steinthaleben                                      | Kyffhäuserkreis         | eine der größten Linden Thüringens                                                                                              |
| Kirchlinde (2024)                          | Kirchlinde                            | Sommerlinde                  | 6,30 m BHU                               | früher 20 m, jetzt 14 m | 500                      | Jechaburg Lage                                     | Kyffhäuserkreis         | hohl, vier starke Äste, verseilte Kronensicherung, knorrige Stammbasis, Loch im unteren Stammbereich                            |
| weitere Bilder                             | 600-jährige Linde                     | Sommerlinde                  | 7,4 m mehrfach gespalten                 | 12                      | 600                      | Urbich Lage                                        | Erfurt                  | Äste gestützt und verseilt, Baumregister-Nr.: 1336                                                                              |